# 비성우 더빙
비성우 더빙 또는 연예인 더빙은 성우가 아닌 방송에 출연중인 연기배우, 영화배우, 희극인, 가수, 일부 사회계 인사 등의 사람들이 자신의 육성을 통해서 목소리 연기를 하는 더빙 과정. 보통은 연기배우나 영화배우, 희극인들이 그 역할을 하기 때문에 연예인 더빙이라고도 한다.

## 개요
성우는 원래 연기배우, 영화배우, 가수, 희극인이나 뉴스 아나운서, 기상캐스터, 방송 진행자처럼 방송계에 종사하는 직종의 사람들이지만 이들과는 달리 여러 시청자들 앞에서 본인의 모습을 보이지 않고 본인의 육성녹음을 통하여서 자신의 존재를 알리는 역할을 하거나 방송중에 목소리 연기를 통해서 알리는 사람들이기 때문에 인지도가 이들에 비해서 매우 낮은 편이며 시청자들 사이에서도 성우들에 대해서는 그리 아는 이들도 많지 않은 편이다.
때문에 일부 더빙을 요구하는 애니메이션이나 방송, 영화 등의 작품에서는 특히 인기가 높고 인지도가 대중적으로 높아보이는 유명한 연기배우나 영화배우, 가수, 희극인 등을 통해서 감독이나 제작진 등이 출연을 부탁하는 경우에서 나오기도 하며 이들을 캐스팅할 경우 일반 성우보다 작품의 인기나 흥행성, 인지도가 상승할 수 있다는 인식이 있기 때문이다.
이 같은 경우는 굳이 더빙에서만이 아니라 대부분 광고계에서도 주로 유명한 연기배우나 영화배우, 가수, 희극인 등이 모델로 출연하는 편이며 지자체에서도 관광홍보나 특산물 홍보를 위해서 시장이나 군수 등 지방의 수장이 직접 홍보대사로 임명하여 그 지역을 알리는 안내자 및 홍보자 역할을 하기도 한다.
이들 연예인들은 사회적으로나 대중적으로 정치인, 경제인 및 재벌, 사회인사 등과 함께 대중사회를 이끄는 주역이자 유명세를 받는 영향력이 있는 존재이기 때문이다. 정치인이나 경제인, 사회인 등은 다소 무겁고 권위적인 면이 있기 때문에 그보다 덜하면서도 사회적으로 유명한 영향력을 행사하고 있는 이들 연예인들이 가장 맞아보인다는 인식이 있기 때문에 연예인 더빙을 요청하는 경우가 있다.
의외로 연예인이 아닌 유튜브 출신 유명 유튜버나 BJ 등도 캐스팅되는 사례도 있다.

## 역사
한국에서의 연예인 더빙은 오중일 감독의 블루시걸과 신동헌 / 야마구치 시게야스 감독의 돌아온 영웅 홍길동을 통해서 잘 알려져있는 편이었다. 1990년대까지는 연예인에 대한 대중적, 사회적인 인지도는 높은 편이었으나 지금에 비해서 연예인 더빙이라는 문화나 작용 자체가 그리 활성화되지는 않았으며 블루시걸까지만 했어도 유명 연예인들과 일반 성우들이 교체되어가며 진행된 적이 있었고 돌아온 영웅 홍길동은 연예인들이 작품 내내 목소리 출연을 진행하였던 편이었다. 2004년 이전까지만 했어도 극장판 애니메이션 개봉작이 지금에 비해 그리 많지 않은 편이라 연예인 더빙도 그리 주목받지 않았지만 그 이후부터 한국 영화 시장이 성장해가면서 극장판 애니메이션에 일반 성우 대신 연예인들을 섭외하여 출연하는 경우가 많아졌으며 이를 계기로 시청자들과 일반 성우 사이에서 연예인 더빙에 대한 주목을 하기 시작한 것으로 알려졌다.

## 현황
대개는 TV 애니메이션보다는 주로 영화관에서 상영되는 극장판 애니메이션에 출연하고 있다. 극장판은 실사 영화와 동일하게 영화관에서 상영하는 방식으로 나오는데다가 TV판에서 비해서 상영시간이 길어보이는 편이면서 단편이나 일부 영화 시리즈 한정 등으로 나오는 편이라 극장판 애니메이션에 연예인 더빙이 이루어지는 편이다. TV 애니메이션은 지상파나 케이블 채널에서 나오기 때문에 대개 일반 성우들이 출연하는 편이나 의외로 투니버스의 아이엠스타에서 미르 역으로 배우 유인나가 목소리 출연을 하면서 극장판 수준까지는 아니지만 TV 애니메이션에서도 연예인이 애니메이션 더빙을 맡은 전례가 생겼다.
연예인 더빙이 주로 극장판에 쏠리는 이유는 다음과 같은 근거와 추측이 있다.
- TV 애니메이션은 극장판 애니메이션에 비해서 방송시간이 매우 짧은 편이다.(보통 30분)
- 방송사에서 방송되는 드라마나 오락프로그램과의 혼선이 생길 수 있다.
- 주로 방송사 성우실이나 녹음실에서 작업일정을 보내는 성우와는 다르게 연예인들은 방송국 이외에도 서울 및 지방과 해외 촬영, 그리고 야간 촬영 등의 일정으로 인해서 녹음일정을 잡기 힘들다.
- 극장판 애니메이션의 경우 영화관에서 상영하는 특성과 상영시간이 길어보이기 때문에 녹음하기에도 맞을 수 있다.
- 애니메이션 제작사들이 영화의 대중성이나 사회적인 인지도를 고려하여 흥행 등을 위해 캐스팅하였다.
- 어린이들에게 친숙한 면이 있어서 대개 연예인들을 캐스팅한다.

## 차이
대한민국은 연기배우, 영화배우, 가수, 희극인에 대한 대중적인 인지도와 문화적인 역할이 대개 높은 편이기도 하고 사회적으로도 정치인, 경제인, 사회인사 등과 같이 사회에 영향력을 행사할 수 있는 사람들이라는 점 때문에 그만큼 비중 또한 높은 편이다. 그 중에서 연예인들은 사회적인 면과 문화적인 면의 양면에서 대중적인 영향력과 인지도를 가지고 있어서 그런만큼 이들의 역할도 큰 편이라 할 수 있으며 몸값 또한 비중있는 편이기도 하다. 연예인 중에는 정치에 입문하여 정치인으로 전향하였거나 다시 연예인으로 전향하였던 경우도 있는 편이기도 하고 사회적으로는 국민들에게 대중문화의 영향력을 주는 역할을 하고 있기 때문이었다.
그래서 특히 광고계에서는 주요 모델들을 연예인으로 캐스팅하는 경우가 대다수이며 국내 지자체들도 지역홍보를 위해 국내 연예인들을 지역 홍보대사로 시장 및 군수 등이 직접 임명하여 권한을 부여하기도 한다.
이에 비해서 성우의 경우 대한민국에서는 일부 성우에 관심이 있는 만화팬이나 성우팬 및 지망생 등을 제외하면 대중적, 사회적으로는 인지도가 연예인에 비해서 매우 낮은 편이며 사회적 및 문화적인 영향력에서도 연예인에 비해서 낮아보이는 편이다. 광고계 등에서는 공통적으로 연예인과 함께 목소리 출연을 통해서 어느 정도 알리는 경우도 있기는 하나 모델로 나오는 연예인에 비해서 대중적인 인지면에서는 그리 많지는 않으며 설령 목소리에 익숙하다고 해도 그 성우가 누군지 모르는 경우가 대부분이다.
또한 여기에서는 안면을 비추며 자신의 존재를 알리는 면에서도 차이가 있는데 연예인들은 자신의 모습을 보이며 역할을 하는데 비해서 성우들은 자신의 모습을 보이지 않고 목소리로만 존재를 알리기 때문이다.  정작 목소리는 귀에 익숙하지만 성우가 누군지 모르는 경우가 대부분이기도 하다.
국내 언론 및 미디어에서는 정치인, 사회인, 경제인, 연예인 등이 논란과 파문, 구설수 등에만 올라도 대서특필에 특보로 전하는 경우가 많은 편이기도 하고 사망을 했을 때나 가족이 사망하였어도 이를 상세히 알리는 편이지만 성우에 대해서는 이들과는 달리 논란과 구설수에 올랐어도 이를 전하는 경우가 많이 없으며 사망을 했을 때도 전하는 경우가 극히 드물거나 없는 편이다. 그나마 소셜 네트워크를 통해서 성우 팬이나 지망생 등이 일부 성우들의 논란과 구설수 등을 알리는 것이 전부였다. 과거 소셜 네트워크가 없었던 시절에는 이를 알릴 수단도 없었기 때문에 정치인이나 연예인과는 달리 성우에 대한 논란이나 구설수에 대해서 아는 이들은 거의 없는 편이다.

### 실제 연기와 목소리 연기
영화배우나 연기배우들은 시나리오 대본을 탐독하고나서 실제 연기를 통해서 상대방 역할의 연기자와 캐릭터상으로 직접 상대하는 편이며 배역도 나이와 안면 등에 맞춰서 캐스팅 배정을 받는 경우가 많다. 예를 들어서 20대 이상 캐릭터는 실제 20대에 속하는 연기배우를 캐스팅하는 편이고 60대 이상의 경우 실제 환갑이 지나거나 노년에 가까워보이는 중년배우를 캐스팅하는 편인데 이는 작중 캐릭터와 실제 배우의 연령과 일치하기 위해서 또 시청자들에게 배우의 실제 모습을 통해서 캐릭터와 동화될 수 있다는 것을 강조하기 위해 연령대에 맞춘 주인공 캐스팅을 하는 경우가 많은 편이다. 10대의 어린 역할의 경우 실제 10대 아역배우들이 작중 10대 어린 캐릭터가 성인으로 성장할 때 실제 성인배우와 교대할 때까지 그 역할을 맡으며 20대 젊은 캐릭터도 50대 이상 중년이나 60대 이상 노년이 될 때까지 젊은 역할을 젊은 배우가 맡았다가 중노년 배우로 교대되기도 한다.
목소리 연기의 경우는 이와는 다른 편으로 캐릭터가 10대인 경우에도 20대 성우는 물론 30대나 40대 이상 성우들도 연기가 가능하며 높게는 50대 이상 성우도 목소리 연기가 가능하다. 이 같은 이유는 목소리의 경우 성대의 시기가 대개 50대 이상에 접어들 때 노화가 되는 경우가 많기 때문에 30대나 40대 이상의 성우도 10대나 20대 이상 캐릭터 목소리의 연기를 할 수 있다. 또한 성우는 모습을 보이지 않고 목소리를 통해서 자신의 존재를 알리기 때문에 캐릭터와 성우가 안면상의 불일치가 드문 편이며 대신 목소리가 그 캐릭터의 나이나 활기에 따라 맞아보이는 편이다.
다만 소년 캐릭터의 경우는 영화나 드라마에서는 캐릭터에 맞게 실제 남자 배우를 캐스팅하는 편이지만 성우 연기상에서는 대개 여성 성우들이 소년 캐릭터로 캐스팅되는 편이 많은데 이는 소년 캐릭터들은 20대 이상 남성의 성숙한 변성기 이전 과정에 있고 어린 아이의 가늘고 얕은 목소리가 강조되기 때문에 이와 맞아보이는 여성 성우들이 캐스팅되는 편이다. 일부에서는 소년 캐릭터가 성인 남성 목소리와 일치할 경우 남성 성우를 그대로 캐스팅한다.

## 비성우라는 명칭
일부에서는 성우도 연기배우, 영화배우, 가수, 뉴스 아나운서, 기상캐스터, 방송 진행자와 같이 방송계에 종사하는 사람들이니만큼 연예인 더빙이라고 하는 것은 같은 방송사에 종사하는 성우들을 무시할 수 있는 인식이 될 수 있다고 하여서 일부는 성우가 아닌 사람들을 부르는 비성우 더빙으로 부르고 있다.
사실 이들 연기배우나 영화배우 중에는 원래 성우로 활동하였다가 배우로 전향하여서 활동한 이들도 있는 편이라 이들의 경우는 성우 출신 배우라고 부르고 있다.
또한 대한민국에서는 방송국에서 카메라를 통해서 안면을 비추며 대중 앞에 모습을 보이며 연기하거나 노래를 부르는 사람을 연예인으로 인식하는 편이라 성우를 연예인으로 인식하는 경우는 거의 없는 편이고 성우들 대부분도 자신은 연예인이 아니라는 인식이 있기 때문에 연예인 더빙이라고 부르는 것으로 보인다. 덧붙여 대한민국 연예계에서도 성우는 연예인으로 뽑지 않으며 대부분 지상파 및 케이블 방송국 산하 성우극회 공채를 통해서 성우를 뽑고 있다.
의외로 원래는 성우 출신이었다가 연기배우나 방송인으로 전향하였거나 겸직하는 인물들도 있는데 대표적으로 성우 김기현(MBC 4기), 장광(KBS 15기), 김영옥(MBC 1기), 나문희(MBC 1기), 한석규(KBS 22기), 사미자(KBS 6기), 서유리(대원방송 1기) 등이 있다.

## 근거와 사유
한국에서는 연예인들에 대한 대중적, 사회적인 영향력이 짙어보이기 때문에 특히 영화나 드라마에서 인기에 힘입은 연기배우나 영화배우들을 감독이나 제작진 등이 직접 섭외하여서 이를 위탁하는 경우가 있으며 가수 중에서도 인기그룹 멤버나 솔로가수도 이와 마찬가지로 진행하고 있다. 연예인들은 일반 성우에 비해서 몸값이나 인지도에 따라서 대중적, 사회적인 영향력이 있는 편이라 작품의 흥행성, 인지성 등이 높아질 수도 있고 특히 광고나 한국의 지자체 등에서도 주로 연예인들을 모델이나 지역 홍보대사 등으로 섭외하거나 임명하는 경우가 많은 편인데다가 직접 본인의 모습을 보이며 시청자들에게 알리는 역할을 한다는 점, 특히 애니메이션을 즐겨보는 어린이들에게 더욱 친근감을 불어넣어주고 인기를 실감할 수 있도록 특별히 유명하고 인기있는 연예인들을 섭외하는 경우가 많은 편이다.
주로 이 같은 경우는 영화관에서 상영되는 극장판 애니메이션이 많은 편이나 의외로 TV 애니메이션에서도 연예인이 섭외되어서 일반 성우들과 함께 출연하는 경우도 있다. 대표적인 사례가 투니버스의 아이엠스타에 출연한 배우 유인나(미르 목소리 출연)이다.
이에 비하면 일반 성우들은 연예인들과 같이 방송계에 종사하는 사람들이지만 이들과는 달리 본인의 모습을 보이지 않고 본인의 목소리로만 출연하는 편이라 시청자들 사이에서도 성우에 대해서는 그리 잘 아는 이들이 많지 않으며 대중적, 사회적으로도 인지도가 매우 낮아보이는 편이다. 목소리는 기억에 남을만하지만 그 모습에 대해서는 모르는 이들이 많은 편이라 누군지 아는 경우도 드물기 때문이었다. 물론 연예인들과 함께 광고에도 자신의 목소리를 통해서 나레이션 역할을 하지만 그것을 기억하거나 아는 시청자들은 매우 드문 편이다. 이는 SNS 문화가 발달하기 이전의 얘기이고 SNS 문화가 활성화가 되었을 시기에는 성우들 대부분이 자신의 SNS 등을 통해서 그 광고에 나온 목소리의 주인공이 자신이었음을 알리기 위해 광고 원본 등을 올리며 인증을 하기도 한다.

## 방송법 규정
현행 방송법 규정에는 외국에서 제작된 영화 및 영상물이나 원래부터 사람의 언어를 구사하지 못하는 애니메이션 캐릭터가 등장하는 애니메이션을 중심으로 시청자들의 이해와 소통을 유도할 수 있도록 한국 성우의 육성녹음을 통해서 의무적으로 규정하고 있는 편이다. 연예인 더빙에 대해서는 방송법상에서도 특별히 제한이나 금지 등을 하지 않으며 성우는 물론 한국의 연기배우나 영화배우, 희극인도 한국어를 통해서 연기를 하거나 대사를 전달해주는 사람들이니만큼 연예인의 더빙 출연에 대해서는 법적상에서도 특별히 제한이나 금지를 하지 않는다.

## 일정의 차이
주로 방송사 성우실 및 녹음실에서 일정을 보내는 일반 성우들과는 다르게 연예인들은 영화, 드라마, 오락프로그램 촬영 등으로 인해서 방송사 스튜디오 뿐만 아니라 서울특별시를 비롯하여 전국 각지의 촬영지나 제주도, 울릉도 등 낙도 지역까지 포함하여서 영화, 드라마 배경에 맞춰서 원정촬영 등을 나가는 경우도 있고 해외 촬영이나 야간 및 새벽 촬영 등을 하는 경우도 있는 편이라 경우에 따라 일정이 맞지 않을 수 있는 단점도 있다.
일반 성우들은 방송사 성우실 및 녹음실에서 더빙 작업에 임하면서 녹음일정을 통해서 방송사 사옥 내 일정에서의 시간이 많은 것으로 알려졌지만 연예인들의 경우 위와 같이 영화나 드라마, 오락프로그램 촬영일정에 따라 방송사 사옥을 떠나서 서울특별시를 비롯한 전국 각지나 해외 국가 등에서 촬영을 하는 경우가 많은 편이라 더빙 일정에 있어서도 일반 성우에 비해서 변수도 있는 편이다.
이러한 차이 때문에 일반 성우들에 비해서 녹음 준비나 연습을 하는데 변수가 생기기도 하며 연예인의 촬영 일정 등에 따라 변경되기도 한다.

## 문제점
전문급의 일반 성우들과는 달리 성우학원 등에서 목소리 연기 훈련이나 교육을 전문적으로 받지 않은 사람들이라 아무리 유명인이라고해도 더빙면에서는 대부분 흥행에 실패하거나 저조한 경우가 많다. 일반 성우들은 성우학원이나 선배 성우들로부터 지원을 받으며 목소리 연기 연습과 훈련 등을 통해서 전문적으로 목소리 연기를 할 수 있었지만 연예인들은 원래 방송 프로그램이나 영화 촬영 때 연기를 통해서 유명세를 알려온 사람들이라 목소리로만 하는 더빙 연기에 다소 서툴거나 어려워하는 경우도 있으며 일부는 영화나 드라마 대본을 보거나 암기하며 익히는 것으로 오해하는 경우가 있다.  경우에 따라 일반 성우에 비해서 발성이나 발음 고저성 조절을 못하는 경우도 있으며 연기력의 강약을 조절하지 못하여 다소 어려워하는 경우도 있다.
이러한 연예인들의 부족성 때문에 애니메이션 시청자들이나 성우 팬들 사이에서는 연예인이 애니메이션 더빙에 캐스팅되었다는 정보를 알게되면 실망을 하거나 일반 성우로 교체해줄 것을 요구하기도 한다.
또한 연예인들 대부분은 성우들과는 다르게 녹음대본을 익히거나 연습을 하는 시간이 없는 편인데다가 주로 방송국 스튜디오를 비롯하여 서울이나 지방 그리고 해외 등으로 원정촬영을 가거나 야간 촬영 등의 일정으로 인해서 바쁘게 돌아가는 경우가 많아서 성우들처럼 전문적인 녹음연습이나 훈련을 받거나 녹음대본을 익히는 시간이 거의 없어서 성우들과 같은 목소리 연기를 보이는 경우가 드문 편이다. 경우에 따라 원정촬영 일정으로 인해서 뒤늦게 녹음훈련 및 연습에 참여하는 경우도 있고 사정에 따라 연기되어서 나중에 가서야 연습에 들어가는 경우도 있으며 아예 연습없이 바로 영화나 드라마 대본을 보듯이 하는 경우도 생긴다.
일부 감독이나 제작진들은 연예인의 인지도를 믿으며 섭외하는 경우도 있지만 특히 연기배우나 영화배우의 경우 영화나 드라마에서 나오는 시나리오 및 스토리 대본의 내용을 보고 암기한다는 것과 일반 성우들이 녹음 대본 내용을 본다는 것이 같다고 보이거나 영화나 드라마에서 대사를 소화하는 것처럼 더빙 또한 이와 동일하여 소화할 수 있을 것이라는 인식이 있는 경우도 있다. 그러나 직접 촬영중인 상황에서 상대역의 배우와 마주하는 등의 영화나 드라마와는 달리 더빙은 녹음 대본과 애니메이션이나 게임의 원본 영상 등에 맞춰서 자신의 목소리를 녹음해야한다는 다른 점이 있어서 이 같은 차이 때문에 이를 잘 파악하지 못하거나 구분하지 못한 일부 제작진들의 오해 등으로 인해서 연예인 더빙이 대부분 흥행에 실패하는 원인으로 보여진다. 또 경우에 따라 대본만 보면서 영화나 드라마에서의 연기를 하듯이 하면 된다는 인식도 더해졌다.

### 전문적인 상식 부족
연예인들은 성우와 함께 법적상에서는 방송인에 속하는 편이지만 그 활동과 역할은 다르며 교육과 훈련 또한 다르게 가는 편이다. 연기자들은 시나리오에 나오는 대본 낭독과 숙달 그리고 그에 맞은 몸짓과 대사 연기를 통해서 시청자들에게 안면을 보이면서 전달하고 배경이나 캐릭터에 맞는 복장이나 분장을 하면서 연기를 하게 되지만 성우들은 영상 속에 나오는 캐릭터에 맞는 목소리를 주입하는 역할을 하기 때문에 몸짓이나 복장을 맞춰입는 경우는 거의 없거나 드문 편이다.
또한 목소리 연기는 몸짓과 말로 하는 연기와는 다르게 목소리 자체를 강약으로 조절하고 발성을 고저로 조절하는 방식으로 연기하기 때문에 연예인들의 경우 그것에 익숙하지 못하여서 서투르거나 아예 평시에 하는 언행처럼 보이기도 하여서 시청자들의 불만을 만들어내는 경우가 많다. 목소리에 따라서 강약이나 고저를 사람이 스스로 감성적으로 조절해야하기 때문에 성우가 아닌 이들로서는 상당히 어려움이 있을 수 있다.
연예인들은 성우들과는 달리 전문적인 성우 및 발성 교육을 받아본 적이 없거나 드물어서 몸짓과 대사를 전달하는 전문연기 교육과 훈련만을 익혔을 뿐 목소리 연기를 교육하고 연습한 경우가 거의 없어서 목소리 연기에서 서투르게 나오는 것이다.
가수들의 경우에는 노래하는 것과 같다고 하는 인식도 있을 수 있으나 노래하는 발성과 목소리를 조절하면서 하는 발성은 차이가 있기 때문에 서로 다른 것이다.

### 캐릭터와의 동화(同化) 부족
보통 애니메이션에 출연하는 성우들은 녹음중에 만화 속 캐릭터와의 교감 및 일심동체화라는 시선으로 그 캐릭터를 응시하며 동화(同化)하는 기분으로 임하는 경우가 많은 편이다. 성우에 따라서 그 캐릭터의 감정, 시선, 입장, 심오함 등을 잘 표현해야하기 때문에 그 캐릭터에 동화되는 경우도 있는 편이다.
그러나 연예인들의 경우 전문 성우들과는 다르게 원래 실제 연기자들끼리 마주보며 호흡을 맞춰왔으면서도 만화 속 캐릭터와의 동화를 맞추기에는 매우 부족하거나 부실한 편이 있으며 아예 적응을 하지 못하거나 경우에 따라 자신이 실사 연기 때 써왔던 유행어나 대사글을 사용하는 경우도 있어서 순수하게 만화 캐릭터를 바라보는 시청자들 입장에서는 이질감을 가지는 경우도 있다.
특히 주로 성인들이 주연으로 나오는 영화나 드라마와는 다르게 애니메이션이나 게임은 대부분 10대 어린이나 청소년 캐릭터들이 주연으로 나오는 경우가 많기 때문에 대사 톤이나 연기력이 성인의 근엄하고 성숙하며 진지하고 사회적인 분위기보다는 어린이나 청소년들의 철부지적이고 악동적이며 밝고 코믹하면서 어린이나 청소년들의 시선에서 맞춰야하는 분야이기 때문에 20대 이상의 성우들에게 있어서 경우에 따라 어려울 수 있는 편이다. 그렇기 때문에 성우들 대부분도 10대 어린이나 청소년 캐릭터의 분위기에 맞게 목소리를 조절하거나 강약을 맞추려는 연습을 하거나 분석을 하는 편이다.  하지만 대부분 연기자들이나 희극인들은 성우들처럼 10대 어린이나 청소년 캐릭터를 소화하는 경우가 거의 드물어서 서투르거나 부실한 연기력이 잦게 되는 것이다.

### 유행어 남발
이는 특히 일부 희극인들 사이에서 나오는 경우가 많은 편으로 희극인들 일부는 자신이 써왔던 유행어를 애니메이션 캐릭터에다가도 이입을 시키는 경우가 있어서 일부 시청자들로부터 이질감과 캐릭터만이 가진 특징을 반감시킨다는 반응도 있다. 개그 프로그램이 아닌 애니메이션이나 캐릭터에 희극인 특유의 유행어가 남발할 때마다 시청자에 따라 부정적인 반응도 많으며 재미를 반감시킨다는 반응도 있다.

### 발성 및 연기력 부족
여기에서의 발성이라는 것은 애니메이션이나 게임 캐릭터의 설정된 감성, 시선, 입장, 심오함, 희노애락 등에 따라 그것을 적응하며 따르는 것을 얘기하기 때문에 영화나 드라마, 개그물에 나오는 대사와 다소 차이가 있거나 다를 수 있다. 특히 애니메이션이나 게임은 그 캐릭터의 행동이나 감성, 시선을 응시하며 그것을 따라야하기 때문에 전문 성우들이 아닌 이상은 이것을 완전히 맞춰가기는 어려울 수 있다. 물론 일부 전문 성우도 경우에 따라 그 캐릭터의 특성을 따라잡기에 역부족인 경우도 있다.
특히 애니메이션이나 게임은 주로 어른들이 보는 영화나 드라마와는 다르게 성숙하고도 근엄한 대사보다는 주로 어린이나 청소년의 시선에 맞게 악동적인 특유의 대사가 나오는 편이기 때문에 영화나 드라마 대사와는 다를 수 있어서 이에 대한 적응과 연기력이 적응되어야 하는 요구가 있다. 시청자 대부분이 어린이나 청소년이니만큼 주로 어른들이 시청자가 많은 영화나 드라마와는 다르게 그들의 악동적이고 해학적인 특유의 대사가 나오기 때문에 발성과 연기력이 요구되는 것이다.
애니메이션에 나오는 캐릭터들은 대개 10대 학생들이 많기 때문에 주로 20대 이상이나 30대 이상의 성인들이 주무대로 나오는 영화나 드라마와는 다르게 대사의 톤이나 분위기부터 다른 편이다. 때문에 발성이나 연기력에서도 성인들이 주역으로 나오고 시청자가 많은 영화나 드라마와는 다르게 10대 학생이나 어린애들의 밝고 특유한 분위기나 감성 등을 잘 파악하여서 더빙을 하는 것이 중요한 것이다.

### 연습 및 훈련, 적응 부족
일반 성우들과는 다르게 연예인들은 주로 방송사 스튜디오 외에도 영화나 드라마 촬영을 위해 서울특별시를 비롯하여 전국 각지와 제주도, 울릉도 등 낙도 지역으로 원정을 나가는 경우가 잦아서 녹음 일정이나 시간 등에 변수가 잦기도 하다. 경우에 따라 해외로 촬영을 나가는 경우도 있다. 이렇기 때문에 일반 성우들과는 다르게 녹음 일정이 제대로 잡혀지지 못하는 경우도 있으며 녹음 연습이나 훈련 그리고 캐릭터 등에 대한 적응 또한 부족한 경우도 있다. 때문에 일부 애니메이션 감독이나 제작진들 사이에서 연예인들의 녹음 참여를 위해 일부러 녹음 일정을 연기하거나 보류하는 경우가 생긴다.
일반 성우들의 경우 주로 방송사 녹음실이나 성우실 등에서 녹음 참여 적응과 연습 등을 하고 캐릭터에 대한 분석과 시선을 집중하기 때문에 어느 정도 일정이 제대로 잡혀져서 녹음 일정에 참여하게 되지만 경우에 따라 타 방송 및 작품 녹음과 겹치는 경우나 개인 사정으로 불참하는 경우를 제외하면 녹음 일정에 제대로 참여하는 편이다.
그러나 연예인들의 경우는 개인 일정과 촬영 일정 때문에 성우들처럼 제대로 녹음 참여 적응이나 연습을 못하는 경우가 많아서 이 때문에 연기력과 발성이 부족해보이는 경우가 많은 편이다.

### 전문 성우와의 일정 여부
주로 방송국 성우실이나 녹음실 등에서 녹음 작업으로 일정을 보내는 전문 성우들과는 다르게 연예인들은 일부가 방송국 스튜디오 등에서 촬영일정을 보내기도 하지만 촬영 스케줄에 따라 서울특별시 시내를 비롯하여 수도권과 지방 등으로 원정촬영을 나가거나 제주도, 울릉도 등 낙도 지역으로도 원정촬영을 가기도 하고 넓게는 해외 원정촬영으로 인해 출국하는 일이 많아서 일정이 맞지 않거나 섭외에 있어서 보류 등을 받는 경우도 많다. 전문 성우들도 다른 방송사 녹음실이나 사설 녹음실 등에서 녹음일정을 잡거나 부득이하게 다른 작품 녹음일정과 겹쳐서 출연이 어려운 경우를 제외하면 연예인들은 전문 성우의 일정에 비해서 광역급의 성격이 짙고 방송 촬영 일정으로 인해서 방송국 스튜디오나 서울을 비롯하여 제주도나 울릉도 등 낙도 지역으로 원정촬영을 나가기 때문에 녹음일정이 경우에 따라 보류되거나 연기되는 일이 많으며 더 나가서 해외 촬영의 경우 해외 체류 등으로 인해서 대한민국에서 있는 녹음 일정을 소화하지 못하는 경우도 생겨서 전문 성우들과 일정이 빗나가는 일도 잦은 편이다.
그로 인해서 전문 성우들과는 다르게 일정이 맞지 않게 되기도 하지만 녹음에 관한 사전 연습이나 분석 등을 제대로 할 시간도 없기 때문에 경우에 따라 전문 성우에 비해서 목소리 연기가 서툴거나 엇박자를 이루는 경우도 생긴다.

### 영화, 드라마와 같은 인식
일부 감독 및 제작진들은 더빙을 아예 영화나 드라마에서나 나올법한 대사 낭독이나 암기 등과 동일한 것으로 인식하여 더빙에 참여하는 연예인들에게 이 같은 권고를 해주는 경우도 있다. 대한민국의 경우 더빙에 대한 인지도가 영화나 드라마에 비해서 낮아보이는 편인데다가 성우라는 직종 자체 역시 인지도가 낮아서 이를 제대로 아는 이들이 애니메이션이나 게임 외에서는 드문 편이기 때문이다.
위에서 나온 내용처럼 영화, 드라마와는 다르게 특히 애니메이션이나 게임 더빙은 주인공들이 대부분 10대 어린이나 청소년이 많고 그렇기 때문에 근엄하고 성숙하면서 어른스러운 대사를 명시하는 것과는 다르게 어린이나 청소년들의 철부지적이고 악동적이며 해학적이고 말썽적인 대사와 톤이 요구되는 분야이다. 그렇기 때문에 애니메이션이나 게임을 더빙하려면 이들 10대 어린이나 청소년에 맞게 철부지적이고 천진난만하면서 악동적스럽고도 괴짜스러운 대사를 명시하기 때문에 어느 정도의 연습과 적응이 필요한 것이다.

### 대중적, 사회적인 인지도
경우에 따라 대중적, 사회적인 인지도를 믿으며 정략적으로 연예인들을 캐스팅하였던 사례 또한 빼놓을 수 없는 문제로 일부 제작진들은 연예인들의 대중적, 사회적인 영향력과 파급력에 영감 등을 받아서 작품성보다는 연예인의 대중성만을 믿으며 캐스팅하였던 경우도 있다. 성우에 비해서 대중적, 사회적인 인지도가 높다는 이유도 그렇고 이를 통해서 작품성에서도 흥행을 할 수 있거나 대중적인 영향력을 불어넣어줄 수 있다는 인지성 때문에 작품성보다는 대중적인 흥행 요소를 위해서 연예인들을 캐스팅하였던 경우도 있다. 성우들을 캐스팅하면 작품성은 좋을지 모르지만 대중적인 흥행면에서 떨어질 수 있다는 단점과 관객들이 취향을 토대삼아 그렇게 하였던 경우도 있다.

## 영화/드라마 시나리오 대사와 애니메이션 시나리오 녹음 대사의 차이
영화나 드라마에 나오는 시나리오 대사들은 시청자들 대부분이 20대 이상 성인층을 타깃으로 한 작품들이 많기 때문에 성인 특유의 근엄하고 성숙하면서 진지한 분위기의 대사를 통해서 배우들이 연기를 하면서 이를 전달해주는 역할을 하고 있고 실제로 연기를 하는 중에 배우가 상대역의 배우의 모습을 보면서 시나리오를 구성하며 만들어가는 것이 기본이다. 영화나 드라마에 출연한 배우들이나 연예인들은 대부분 이런 경험을 하였기 때문에 익숙한 편이다.
그러나 이와는 다르게 애니메이션 시나리오에 나오는 녹음 대사들은 영화나 드라마에 나오는 시나리오 대사와는 현격한 차이가 있다. 성우들은 이런 차이를 알기 때문에 10대 캐릭터나 20대 이상의 젊은 캐릭터에 맞는 목소리로 강약조절을 하는 경우가 많지만 영화나 드라마에 나오는 배우들이나 배우 출신들은 영화나 드라마에 나올법한 성인 분위기의 대사에 익숙하기 때문에 애니메이션 시선이나 대사에 미숙한 경우가 많아서 성우에 비해서 서툴거나 부족하다는 지적이 많은 것이다.
특히 주로 아동 애니메이션에 나오는 캐릭터 변신 대사나 주문 대사 등에서는 연예인들이 더빙을 하는데 최대 약점이자 단점으로 알려져있다. 연예인들이 출연하는 영화나 드라마는 애니메이션과는 달리 주인공이나 캐릭터가 변신하거나 주문하는 대사가 거의 없거나 나오는 일이 없기 때문에 일찍이 변신 대사나 주문 대사를 사전에 분석하고 연습하였던 전문 성우들과는 다르게 이 점에서 연기력이 매우 서툴거나 부족한 것이다.

### 영화/드라마와 애니메이션의 내용 차이
- 주로 20대 이상 성인층이 주 시청자, 관객으로 있는 영화나 드라마와는 다르게 애니메이션은 주 시청자층이 주로 10대 어린이나 중고생 청소년이 많은 편이다.
- 영화나 드라마에서는 성인층 시청자들을 위해 그에 맞는 진지하고 성숙하면서 근엄하고 지성있는 시나리오 대사들이 나오는 편이나 애니메이션은 10대 어린이나 청소년 시청자들을 위해 코믹하고 괴짜적이며 악동적이고 철부적이면서 밝은 톤의 대사가 나오는 편이다.
- 캐릭터 설정에 있어서도 아동영화나 드라마를 제외하고는 대부분 영화나 드라마에 나오는 캐릭터들은 만 20세 이상 성인층이 많으나 애니메이션에 나오는 캐릭터들은 대개 만 19세 미만의 미성년자가 많다. 주인공도 대개 10대가 압도적으로 많다.
- 영화나 드라마는 실제 배우들이 서로 얼굴을 마주하며 대사를 전달하지만 애니메이션은 성우가 애니메이션 캐릭터의 시선을 보면서 대사를 전달한다. 여기에 캐릭터 몸짓이나 입모양이나 말버릇 등을 집중분석한다.
- 영화나 드라마에서는 나오는 것이 거의 드문 애니메이션에서만 나오는 변신대사나 주문대사 등을 할 때 성우들에 비해서 서툴거나 엇나가는 점이 있다.
- 정치, 사회, 경제적인 요소가 들어가는 대부분의 영화나 드라마와는 다르게 애니메이션은 일부 성인급 애니메이션을 제외하고는 그런 요소를 넣는 것이 드물며 대신 학교나 학원 요소가 거의 많이 들어간다. 영화나 드라마 중에서도 일부 학교나 학원 요소가 들어가는 작품도 있으나 영화나 드라마는 주로 20대 이상 성인층을 주요 시청층으로 잡는 경우가 많아서 애니메이션에 비해 드문 편이다. 이에 비하면 애니메이션은 10대 어린이나 중고생 청소년을 주요 시청층으로 잡기 때문에 대부분 학교나 학원 소재가 많은 편이다.
- 영화나 드라마는 대중적인 영향이 있어서 사회적, 경제적으로 파급을 주는 면이 있지만 애니메이션은 사회적, 경제적으로 대개 어린이들의 전유물로 인식되고 있다.
- 영화나 드라마는 실제 카메라 촬영으로 가기 때문에 컬러에 특별히 신경쓰지 않아도 될 수 있지만 애니메이션은 대부분 사람이 고안하였던 가상의 그림체로 연출되기 때문에 컬러에도 신경을 써야하는 장르이다. 내용 자체가 애니메이션 컬러로 나오기 때문에 특히 색맹증 환자나 색맹끼가 있는 이는 각별히 주의가 요구된다.
- 영화나 드라마는 등장인물들이 모두 실존의 사람 및 연기배우들이지만 애니메이션은 사람이 고안하였던 가상체의 인물들이 나오기 때문에 실제 사람처럼 언어를 구사하거나 소통을 직접하지 못한다. 그렇기 때문에 애니메이션에 나오는 가상체의 인물들은 실제의 성우들이 육성녹음을 통해서 전달하게 되는 것이다. 실제 성우들도 그 캐릭터와의 동화성을 위해 녹음 전에 캐릭터에 대한 이해와 분석을 하고 자체적으로 연습을 하는 것이다.

## 같이 보기
- 더빙
- 성우